# Suicide des frères Saincené
Le suicide des frères Saincené, Fernand et Christian, à 52 et 48 ans, est une affaire présentée en mai 1994 comme un double assassinat avant d'être classée comme un double suicide.

## La disparition et la découverte de leur mort
Le 2 mai 1994, les deux frères passent une soirée chez des proches dans la banlieue marseillaise. Chacun repart à bord de sa voiture. Ils sont découverts dix jours plus tard, morts, ceintures attachées, dans le même véhicule, asphyxiés au monoxyde de carbone, le tuyau d'échappement du véhicule ayant été relié par un tuyau souple jusqu'à l'intérieur de l'habitacle.

## Les aléas de l'enquête
Le lendemain de la découverte des corps, et avant même le résultat d'une enquête, Var Matin titre « Double tentative de suicide ».
Un premier médecin légiste est désigné par le procureur de la République de Draguignan, Jean-Marie Huet, qui conclut au suicide. Une contre-expertise est demandée et délivre à son tour des conclusions identiques. Le juge Guémas est saisi de l'enquête.
La seconde autopsie confirme l'inhalation de monoxyde de carbone par les deux frères, sans établir que ce soit les frères qui aient, d'eux-mêmes, rejeté les gaz dans l'habitacle.

## Les communications précédant la mort
Fernand Saincené écrivait quelques jours avant sa mort : « Je tiens à préciser, pour éviter toute ambiguïté, que je suis en possession de toutes mes facultés mentales (...), que je ne suis pas en état dépressif, que je n'ai aucune envie ni besoin de me suicider, pas plus que mon frère Christian, mon fidèle bras droit...».
Cependant, sur son ordinateur dans un fichier mal effacé, a été retrouvé le message : « Afin de faire éclater la vérité, j'aurais dû utiliser le seul moyen en ma possession pour me faire entendre, ma vie... ».
Enfin, Fernand Saincené avait écrit au magistrat Renaud Van Ruymbeke qui enquêtait sur les finances du Parti républicain : « J'ai décidé de faire apparaître au grand jour l'origine et le cheminement des capitaux énormes qui circulent en toute impunité pour se retrouver soit dans des poches indélicates, soit dans les caisses noires de la droite en général. »

## Polémiques
La mort des frères Saincené intervient peu après l'affaire Yann Piat (février 1994). Plusieurs personnes croient y voir un assassinat maquillé.
Pourtant, les deux frères auront, avant leur disparition, laissé plusieurs éléments qui renforcent la thèse du suicide collectif. Parmi ces éléments, les deux frères ont déposé chez un notaire le 6 avril un testament identique léguant leurs biens à leurs parents. Ils avaient affirmé à ceux-ci que « là où ils vont ils n'auront pas besoin d'argent ».
Les deux frères présentent, après enquête, un profil troublant : petites magouilles, service d'ordre auprès de Jean-Claude Gaudin, possesseurs d'une carte de police sans droit et d'un gyrophare.
Fernand Saincené fut entendu par le juge d'instruction Jean-Pierre Murciano pour des problèmes de racket fiscal (il faisait croire à des contribuables qu'il leur éviterait un ruineux redressement fiscal s’ils lui donnaient de l'argent); il s'était fait passer auprès de lui, lors de leur première rencontre, comme un agent de police. Par la suite, il l'entendit également pour un emploi fictif au conseil régional.

### Émission radiophonique
- « Assassinats et corruption sur la Côte d'Azur (2) », le 7 février 2015 dans Rendez-vous avec X de Patrick Pesnot sur France Inter